# Vinkovački Banovci
Vinkovački Banovci is een plaats in de gemeente Nijemci in de Kroatische provincie Vukovar-Srijem. De plaats telt 194 inwoners (2001).